# سوزانا كول
كانت سوزانا كول (ولدت عام 1633- حتى قبل 14 ديسمبر عام 1713) الناجية الوحيدة من الهجوم الهندي الأمريكي الذي قُتل فيه العديد من إخوتها، وكذلك والدتها الشهيرة آن هاتشينسون. أُسِرَت سوزانا بعد الهجوم واحتُجزت لعدة سنوات قبل إطلاق سراحها.
وُلدت سوزانا هاتشينسون في ألفورد- لينكولنشاير في إنجلترا، ولم تكد تبلغ من عمرها عامًا عندما أبحرت أسرتها من إنجلترا إلى نيو إنجلاند في عام 1634. كانت سوزانا بعمر أقل من خمس سنوات عندما استقرت أسرتها في جزيرة أكويدنيك (رود آيلاند لاحقًا) في خليج ناراجانسيت بعد نفي والدتها من ولاية ماساتشوستس خلال صراع النعمة الحرة. توفي والد سوزانا عندما كان عمرها ثماني سنوات تقريبًا، لتغادر هي وأمها وستة من إخوتها رود آيلاند للعيش في نيو نذرلاند حيث استقروا في منطقة أصبحت الجزء الشمالي الشرقي الأقصى من ذا برونكس في مدينة نيويورك بالقرب من خط مقاطعة ويستشستر. وجدت الأسرة نفسها عالقة في وسط حرب كيفت بين هنود سيوانوي المحليين ومستعمرة نيو نذرلاند، ليُذبحوا جميعًا في أغسطس عام 1643 باستثناء سوزانا التي أسرها الهنود لتعود إلى الإنجليز بعد ثلاث سنوات من ذلك.
عندما أُطلِق سراح سوزانا من أسرتها الهندية نُقِلَت إلى بوسطن حيث عاش أخوها وأختها لتندمج من جديد مع المجتمع الإنجليزي، وتتزوج من جون كول في سن الثامنة عشرة حيث قطنوا بوسطن بضع سنوات، وانتقلوا بحلول عام 1663 إلى مدينة ناراجانيسيت في رود آيلاند (شمال كينغستاون لاحقًا) لرعاية أراضي شقيقها الأكبر إدوارد هاتشينسون. بقي الزوجان هناك حيث صنعا عائلة كبيرة. كانت سوزانا كول ما تزال على قيد الحياة في عام 1707 عندما أعطيت إدارة ممتلكات زوجها، لكنها توفيت بحلول ديسمبر 1713 عندما تلقى ابنها ويليام إيصالات بأملاك والديه.

## نشأتها
عُمِّدَت سوزانا هاتشينسون في ألفورد- لينكولنشاير في 15 نوفمبر من عام 1633. كانت سوزانا أصغر أطفال ويليام وآن هاتشينسون عندما انطلقا في رحلتهما من إنجلترا إلى نيو إنجلاند في عام 1634. كانت سوزانا حينها الطفلة الرابعة عشر للزوجين؛ نجح 11 فردًا منهم فقط بالانتقال إلى العالم الجديد، وولد الطفل الخامس عشر في نيو إنجلاند. استقرت الأسرة في بوسطن حيث عاشت مقابل القاضي جون وينثروب، الذي شارك في المحاكمة المدنية التي أدت إلى إبعاد والدتها من مستعمرة ماساتشوستس في عام 1637.  استضافت والدة سوزانا مناقشات دينية شعبية في منزلهم عندما كانت هاتشينسون لا تزال صغيرة للغاية. كانت آراء والدتها الدينية على خلاف مع أرثوذكسية الأساقفة التطهيريين؛ إذ ساهمت في حصول انشقاق كبير في كنيسة بوسطن ووضع غير مستقر لقادة المستعمرة. أُجبرت الأسرة على مغادرة ماساتشوستس ليستقروا مع العديد من أنصار والدتها في رود آيلاند في خليج نارانجانسيت، ما أسفر عن إنشاء مستوطنة بورتسموث التي سرعان ما أصبحت جزءًا من مستعمرة رود آيلاند ومزارع بروفيدنس. كانت سوزانا أقل من خمس سنوات عندما غادرت العائلة بوسطن، وكانت في الثامنة من عمرها عندما توفي والدها في بورتسموث.
كانت والدة سوزانا الأرملة خائفة من احتمال حصول ماساشوستس على نفوذ أو سيطرة على رود آيلاند. وبالتالي، انتقلت إلى جزء من نيو نذرلاند -التي أصبحت فيما بعد ذا برونكس في مدينة نيويورك- مع أطفالها الستة الصغار وابنها الأكبر سنًا وصهرها وبعض الخدم.
شارك الهولنديون في حرب كيفت ضد هنود سيوانوي خلال فترة وجود العائلة هناك. هاجم هنود سيوانوي الأسرة المهاجرة في أغسطس عام 1643، وقتلوا جميع أفراد الأسرة باستثناء سوزانا البالغة من العمر تسع سنوات. تقول أحد القصص إن شعر سوزانا الأحمر ساهم في نجاتها من الذبح، بينما تزعم رواية أخرى أن الفتاة كانت تقتطف التوت الأزرق على بعد مسافة من المنزل واختبأت في سبليت روك. على أي حال، أخذها الهنود كأسيرة واحتجزوها لعدة سنوات.
&&& صورة&&& صورة لسبليت روك حيث تقول إحدى الأساطير إن سوزانا هاتشينسون اختبأت خلال المذبحة الهندية التي قتلت والدتها وإخوتها.
قدم حاكم ولاية ماساتشوستس جون وينثروب وصفًا لسوزانا في جريدته، بتاريخ يوليو 1646:
ابنة السيدة هاتشينسون التي حملها الهنود بالقرب من الهولنديين، عندما قُتلت والدتها وآخرون على أيديهم؛ وبعد السلام الذي عُقِدَ بين الهولنديين والهنود، أعيدت إلى الحاكم الهولندي، الذي أعادها إلى أصدقائها هنا. كان عمرها عند أسرها نحو ثماني سنوات، وبقيت أسيرة لدى الهنود نحو أربع سنوات نسيت فيها لغتها الخاصة وجميع صديقاتها، وكانت مشمئزة عند القدوم من الهنود.
يقول وينثروب إن هاتشينسون بقيت أسيرة لمدة أربع سنوات، على الرغم من أن مجلته ذكرت استمرار ذلك لأقل من ثلاث سنوات. عندما عادت إلى بوسطن، كان إخوتها الأحياء هم شقيقها الأكبر إدوارد، شقيقها صموئيل، وشقيقتاها فيث (زوجة توماس سافاج) وبريدجيت (زوجة جون سانفورد). عاشت فيث في جبل ولستون، على بعد حوالي عشرة أميال من جنوب بوسطن، بينما عاشت بريدجيت في بورتسموث في رود آيلاند. كان محل استقرار صموئيل غير معروف، ولكن شقيقها إدوارد عاش في بوسطن، ومن المحتمل أن سوزانا عاشت معه وعائلته عند إحضارها إلى بوسطن. تزوجت سوزانا في 30 ديسمبر من عام 1651 من جون كول في بوسطن -نجل صامويل كول في بوسطن- الذي أسس أول حانة في بوسطن عام 1634.

## حياتها كبالغة
بدأت سوزانا وجون كول بإنشاء أسرتهما في بوسطن، لكنهما ذهبا في عام 1663 لرعاية أرض شقيقها في ريف ناراجانسيت الذي كان في ذلك الوقت منطقة نزاع، وهو نفس المنطقة التي أصبحت فيما بعد شمال كينغستاون- رود آيلاند. عاش الزوجان هناك لبقية حياتهما حيث حظيا بعائلة كبيرة، تركت وصية صموئيل كول –والد جون- بتاريخ 21 ديسمبر عام 1666 ممتلكات في بيندال دوك في بوسطن إلى سوزانا وأطفالها لتلبية اتفاق مع شقيق سوزانا إدوارد هاتشينسون وأخيه صموئيل هاتشينسون. استؤجرت الممتلكات في عام 1676، ثم بيعت في عام 1698 مقابل 160 جنيهًا إسترلينيًا.
صك جون كول منزلهم في بوسطن في أبريل عام 1667 لصالح شقيق سوزانا إدوارد وأخيه صموئيل؛ الأمر الذي أشار إلى أنهم يعتزمون البقاء في ناراجانسيت.  كانوا يعيشون في جوار ويكفورد، وهي منطقة تطالب بها كل من كونيتيكت ورود آيلاند. فضل العديد من سكان ويكفورد أن يكونوا تحت ولاية كونيتيكت، وأصبح جون كول قاضيًا ومفوضًا للمنطقة في أواخر ستينيات القرن التاسع عشر تحت رعاية حكومة كونيتيكت. مُنِحَت في النهاية رود آيلاند السيطرة على أراضي ناراجانسيت بعد سنوات عديدة من النزاع والتوتر، وأصبح جون كول محافظًا على السلام تحت حكومة رود آيلاند في عام 1682.  توفي جون بحلول عام 1707، وحصلت سوزانا وابنها ويليام على إدارة ملكيته خلال تلك السنة.  توفيت سوزانا بحلول 14 ديسمبر عام 1713، وأخذ ابنها ويليام «إيصالات من الورثة مقابل النسبة الكاملة من ممتلكات الأب والأم المتوفين».

## العائلة والإرث
امتلك الزجان سوزانا وجون كول 11 طفلًا هم: سوزانا وصموئيل وماري وجون وآن وجون الثاني وهانا وويليام وفرانسيس وإليزابيث وإليشا؛ عاش منهم حتى النضج نحو 9 أفراد على الأقل. تزوجت ابنتهما الكبرى سوزانا من توماس إلدريد، لكن مصير ابنهما الأكبر صموئيل ليس معروفًا. عاشت ماري حتى الستينيات من عمرها، ولم تتزوج أبدًا، أمّا جون جونيور توفي وهو شاب. تزوجت آن من هنري بول؛ ابن ييره بول وحفيد حاكم مستعمرة رود آيلاند هنري بول. نما جون الثاني إلى النضج، وتزوجت هانا من توماس بلاس، بينما تزوج ويليام آن بيندر. نما فرانسيس إلى مرحلة النضج، وتزوجت إليزابيث (1673- 1744) من روبرت بوتر (1667-1745)، حفيد مستوطنة رود آيلاند الأصلية ناثانييل بوتر (1616-1644)؛ وتزوج إليشا من إليزابيث دكستر وكانت نائبة أو مساعدة في مستعمرة رود آيلاند لسنوات عديدة. ومن بين أحفادها المعروفين الطموحين لرئاسة الولايات المتحدة: ستيفن أرنولد دوغلاس، الذي خسر أمام أبراهام لنكولن في انتخابات عام 1860، وويلارد ميت رومني، الذي خسر أمام باراك أوباما في عام 2012. كان حفيدها جون كول -نجل إليشا كول- قاضيًا في المحكمة العليا في رود آيلاند.
توجد العديد من الكتب والمقالات التي كتبت عن والدة سوزانا كول الشهيرة آن هاتشينسون، ومعظمها ذكر سوزانا. تقدم رواية »ابنة الكارثة» لكاثرين كيركباتريك رواية خيالية عن حياة سوزانا مع الهنود الذين أسروها، ولكنها تقدم أيضًا بعض المعلومات التاريخية المحدودة المتوفرة عنها.
يوجد تمثال برونزي كُرِّسَ عام 1922 ووضع أمام مجلس ولاية ماساتشوستس في بوسطن يصور كول الشابة مع والدتها آن هاتشينسون.

## سلالتها
نشر جون دي تشامبلن سلالة سوزانا من طرف والدها في عام 1913، كما نشر سلالتها من طرف والدتها في العام التالي.